# El Estado Catalán
El Estado Catalán fue un diario escrito en castellano, publicado en Barcelona entre 1869 y 1870 por Valentí Almirall. Su predecesor fue el periódico El Federalista (octubre de 1868-julio de 1869), que cambió de nombre para destacar en la defensa del pacto de Tortosa de mayo de 1869.
Su primer número apareció en julio de 1869, y fue el portavoz oficial de los republicanos federales catalanes y uno de los órganos de prensa más influyentes del Partido Republicano Democrático Federal en España. Tuvo una segunda etapa de publicación, en la capital, Madrid, entre marzo y junio de 1873. Estuvo posicionado a favor del federalismo intransigente.